# Kerk van Ezinge
De Kerk van Ezinge is een romaanse zaalkerk, die gebouwd werd op een wierde in de 13e eeuw in Ezinge in de provincie Groningen. Ook de vrijstaande toren dateert uit deze periode.

## Geschiedenis
De oorspronkelijke ingangen van de kerk zijn dichtgemetseld. Aan de zuidzijde bevond zich de ingang voor mannen en aan de noordzijde de ingang voor vrouwen. De afzonderlijke ingang voor priesters bevond zich ook aan de zuidzijde en is eveneens dichtgemetseld. Aan de westzijde bevinden zich twee gotisch gevormde, weer dichtgemaakte, ingangen.
In het interieur bevinden zich een preekstoel en een doophek, die in 1721 zijn gemaakt door de beeldsnijder Jan de Rijk. De 18e-eeuwse herenbank is gemaakt in opdracht van de Groninger burgemeester Albert Hendrik van Swinderen.
Het eenklaviers orgel werd volgens Karstkarel in 1793 in de kerk geplaatst door Heinrich Hermann Freytag, een leerling van Hinsz. Volgens Plas dateert het orgel uit het midden van de 18e eeuw en werd het in 1868 gerestaureerd en in de kerk geplaatst door de orgelbouwer Petrus van Oeckelen. Het monumentenregister van de Rijksdienst voor het Cultureel Erfgoed volgt de opvatting van Karstkarel en voegt daaraan toe dat het orgel in 1868 door Van Oeckelen is hersteld.
De kerk werd in 1959 gerestaureerd en is erkend als een rijksmonument. Ook de vrijstaande toren en de tegen de toren aan gebouwde woning bezitten de status van rijksmonument. Het gebouwtje bij de toren was oorspronkelijk een kosterij annex schooltje. Het gebouw doet dienst als vergaderruimte. In 2011-2013 werden kerk en orgel opnieuw gerestaureerd.
De kerk zelf is nog steeds als zodanig in gebruik.

## Ligging
De kerk van Ezinge ligt op een wierde, die in het interbellum van de 20e eeuw gedeeltelijk werd afgegraven ten behoeve van archeologisch onderzoek door de Groninger hoogleraar Albert van Giffen. Door deze afgraving wordt de hoge ligging van de kerk op de wierde extra geaccentueerd.

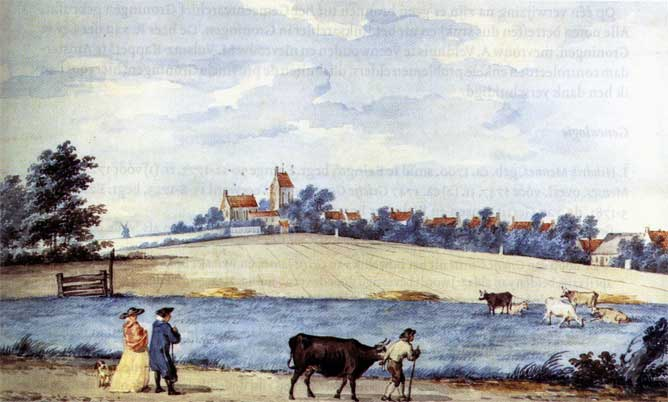
Esinge in 't Westerkwartier van Groeningen, aquarel uit 1772 door Aart Schouman (1710-1792)
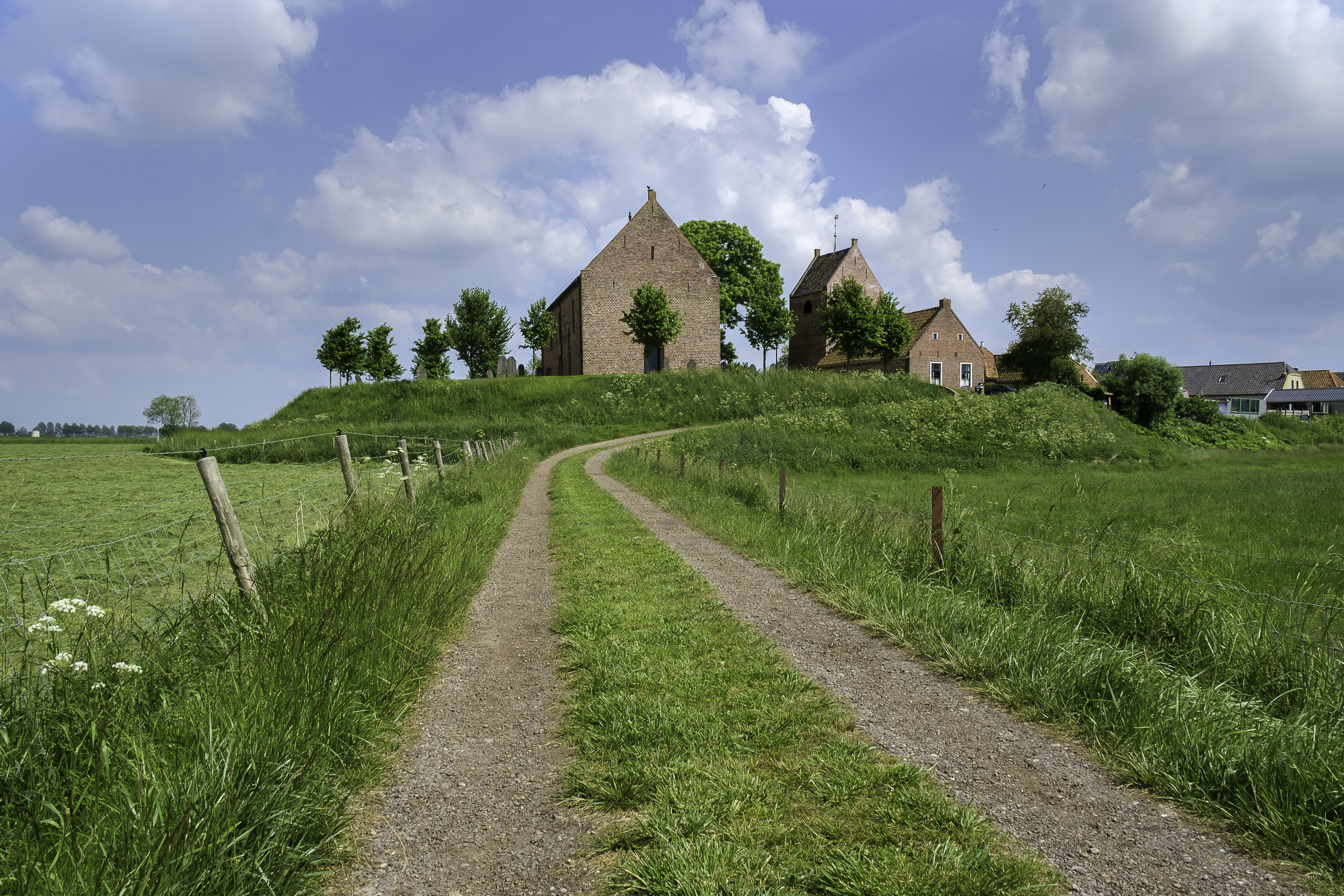
Wierde met kerk en toren
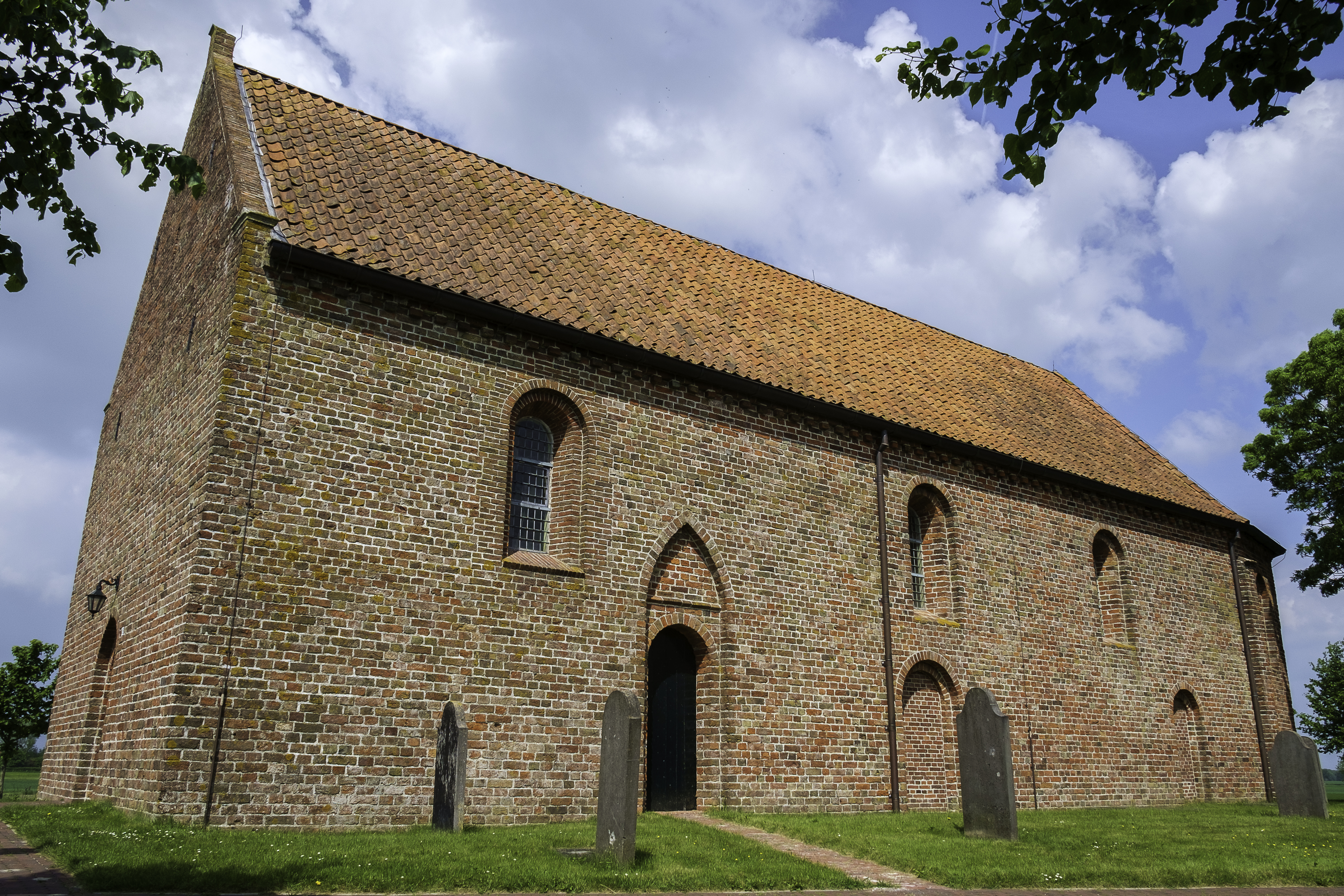
Kerkgebouw
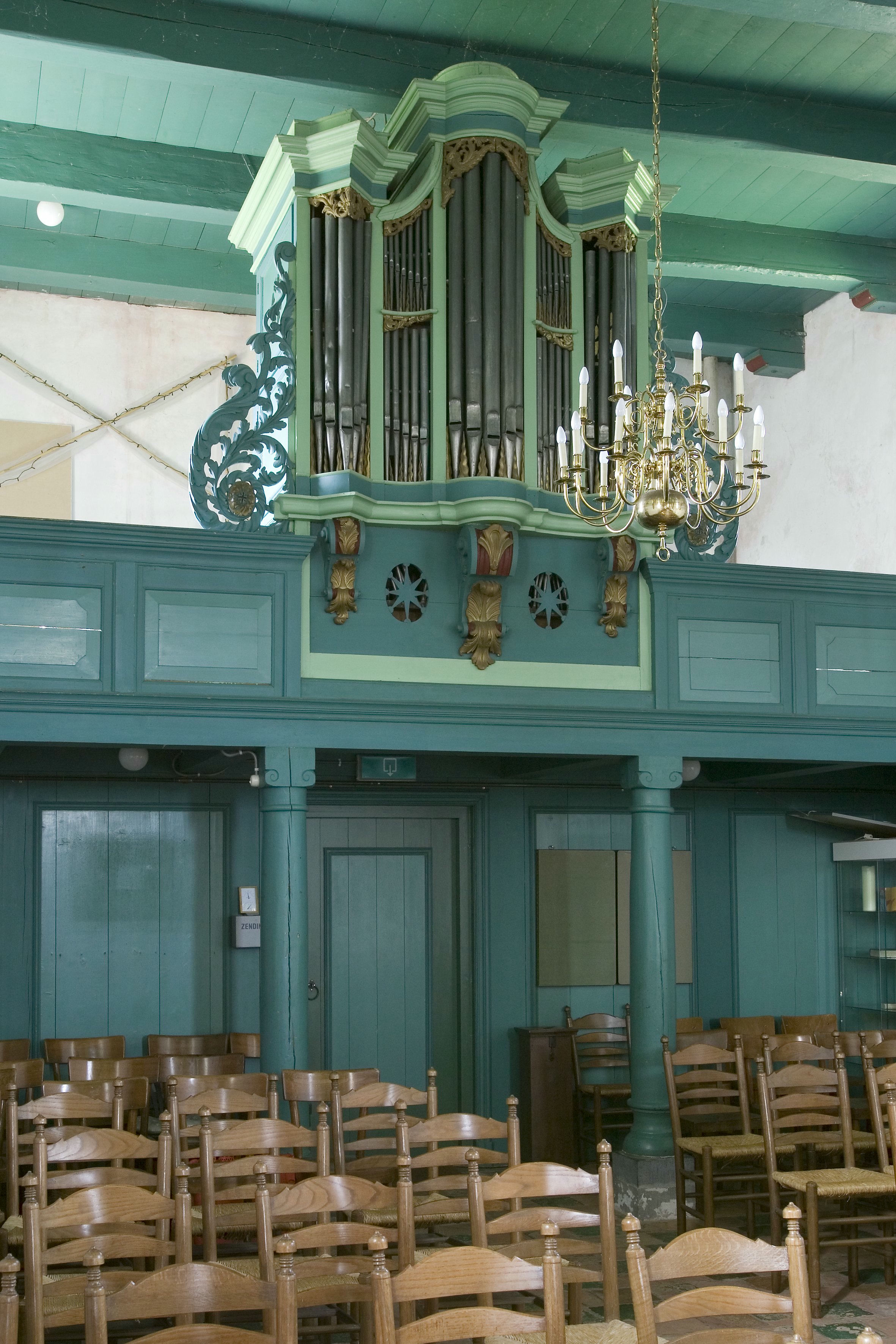
Het Freytagorgel